# ب
ب （バー, باء）とは、アラビア文字の2番目に位置する文字。有声両唇破裂音 /b/ を表す。

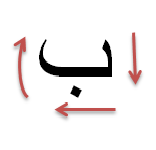
単独形の筆順

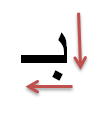
語頭形の筆順

## 概要
フェニキア文字から受け継がれた文字の一つで、ヘブライ文字 ב、ギリシア文字 Β、ラテン文字 B、キリル文字 Б に対応する。
本来は「家」を意味する形であったといわれ、現代のアラビア語でも「家」をあらわす語 بيت （バイト）の頭文字である。
現代標準アラビア語には/p/が存在しないため、外来語をアラビア文字へ翻字する際にはこの字でp音の代替とすることが多い。実際の読み方は、كمبيوتر（kumbiyūtar,クンビユータルに相当するつづりでコンビュータルと発音/コンピュータ）のように比較的早期に持ち込まれた語はb音で発音することが多いが、 ويكيبيديا（wikipidia/ウィキペディア）のような新しい語の場合はしばしばp音で発音される。ただし、p音が存在するペルシア語や一部の方言では下三点の پ が用いられており、まれに外来語のp音をこの字で転写することがある。アラビア語圏以外から入ってきた言葉の音訳についてはアラビア文字化も参照。

### 前置詞
この文字単独で手段や方法などを表す前置詞としても用いられ（英語のby等に相当）、名詞や副詞などの前に分かち書きなしで（接頭辞として）付け加えられる。直後に定冠詞アル（ال）が続く場合、先頭のアリフは発音されない。
- بالإنترنت (bil-intarnit) - インターネットによって

## 符号位置
| 文字 | Unicode | JIS X 0213 | 文字参照        | 説明           |
| ---- | ------- | ---------- | --------------- | -------------- |
| ب    | U+0628  | ‐          | &#x628; &#1576; | バー           |
| ٮ    | U+066E  | ‐          | &#x66E; &#1646; | 点なしバー     |
| ٻ    | U+067B  | ‐          | &#x67B; &#1659; | シンド語の /ɓ/ |
| ڀ    | U+0680  | ‐          | &#x680; &#1664; | シンド語の bh  |